# アイルハヴアナザー
アイルハヴアナザー（欧字名:I'll Have Another、2009年4月1日 - ）は、アメリカの競走馬。主な勝ち鞍は2012年のサンタアニタダービー、ケンタッキーダービー、プリークネスステークス。

## せり価格
- 2010年、キーンランド協会　セプテンバーイヤリングセール　11,000米ドル[2]
- 2011年、オカラ・ブリーダーズ・セール社 (OBS) スプリングセール2歳トレーニング　35,000米ドル

## 経歴
2歳時はホープフルステークスに出走するも6着と大敗する。
しかし年明け初戦のG2ロバート.B.ルイスステークスで快勝。続くサンタアニタダービーを連勝し、ケンタッキーダービーへ駒をすすめる。
ダービー当日の人気はそれほど高くはなく伏兵という評価だった。レースは1番人気のボーディマイスターがハナを奪い後続を引っ張る展開となりアイルハヴアナザーは馬群の中に控える格好となる。そのままレースは進みボーディマイスターが最後の直線で後続を突き放しにかかるが、徐々にポジションを押し上げたアイルハヴアナザーが残り100メートルで交わして1と1/2馬身差をつけて勝利した。
続くプリークネスステークスは2番人気に支持され前走同様1番人気はボーディマイスターとなった。レースは逃げるボーディマイスターを終始マークする格好となり、最後の直線で後続を突き放そうとするボーディマイスターに並びかけると壮絶な叩き合いとなり、ゴール板手前でわずかクビ差だけ交わして勝利し、ビッグブラウン以来の二冠を達成した。
米国競馬史上（アファームド以来）34年ぶり12頭目のクラシック三冠制覇を目指し、2012年6月9日のベルモントステークスに偉業を懸けて挑戦する予定だったが、6月7日に左前脚に腫れが見つかり、一旦腫れはひいたものの、翌8日の調教後にも再び腫れが見つかり、超音波検査の結果、左前脚に軽微な浅屈腱炎を発症していたため、レース前日に出走を取り消し、そのまま引退した。そして引退から約2週間後の6月22日には、ビッグレッドファームに購入され、2013年から日本で種牡馬として供用されることが発表された。
2014年に初年度産駒が誕生、2016年に産駒がデビュー。2018年の種付けシーズンを最後にアメリカ合衆国に帰国することになった。2023年の種付けシーズンを最後に種牡馬を引退、功労馬としてオールドフレンズに寄贈されることになった。
　

### 競走成績
| 出走日    | 競馬場             | 競走名                         | 格 | コース | 距離 | 着順 | 騎手        | 着差      | 1着（2着）馬         |
| --------- | ------------------ | ------------------------------ | -- | ------ | ---- | ---- | ----------- | --------- | -------------------- |
| 2011.7.03 | ハリウッドパーク   | メイドン・スペシャル・ウェイト |    | AW     | 5.5f | 1着  | J.Rosario   | 3/4身     | （Scorpion Warrior） |
| 2011.8.07 | デルマー           | ベストパルS                    | G2 | AW     | 8f   | 2着  | J.Rosario   | 1 3/4馬身 | Creative Cause       |
| 2011.9.05 | サラトガ           | ホープフルS                    | G1 | D      | 8f   | 6着  | J.Leparoux  | 19馬身    | Currency Swap        |
| 2012.2.04 | サンタアニタ       | ロバート.B.ルイスS             | G2 | D      | 8.5f | 1着  | M.Gutierrez | 2 3/4馬身 | （Empire Way）       |
| 2012.4.07 | サンタアニタ       | サンタアニタダービー           | G1 | D      | 9f   | 1着  | M.Gutierrez | ハナ      | （Creative Cause）   |
| 2012.5.05 | チャーチルダウンズ | ケンタッキーダービー           | G1 | D      | 10f  | 1着  | M.Gutierrez | 1 1/2馬身 | （Bodemeister）      |
| 2012.5.19 | ピムリコ           | プリークネスS                  | G1 | D      | 10f  | 1着  | M.Gutierrez | 首        | （Bodemeister）      |
| 2012.6.09 | ベルモントパーク   | ベルモントS                    | G1 | D      | 12f  | 取消 | M.Gutierrez | -         | Union Rags           |

## 種牡馬時代

### 主な産駒

#### グレード制重賞優勝馬
- 2014年産
  - アナザートゥルース（2019年アンタレスステークス、2020年ダイオライト記念、2024年東海桜花賞）
- 2019年産
  - ウインマーベル（2022年葵ステークス、2023年阪神カップ、2024年阪急杯、京王杯スプリングカップ）

#### 地方重賞優勝馬
- 2014年産
  - ゼットパール（2022年飛山濃水杯）
- 2015年産
  - ウイントラゲット（2018年土佐秋月賞）
  - ウインハピネス（2019年オータムカップ、2021年東海ゴールドカップ）
  - メイショウワザシ（2022年くろゆり賞）
- 2016年産
  - ボルドープラージュ（2018年ラブミーチャン記念、ジュニアクラウン、秋風ジュニア）
- 2017年産
  - ウタマロ（2020年クラウンカップ）
  - マンガン（2020年東京湾カップ、2021年金盃、2025年利家盃）
  - マイネルヘルツアス（2020年ロータスクラウン賞）
- 2018年産
  - ウワサノシブコ（2021年ユングフラウ賞）
  - サヴァ（2025年白銀争覇）

### 母の父としての主な産駒

#### グレード制重賞勝ち馬
- 2020年産
  - キタウイング（2022年新潟2歳ステークス、2023年フェアリーステークス）- 父ダノンバラード[9]

#### 地方重賞優勝馬
- 2020年産
  - ヒメツルイチモンジ（2025年ブルーリボンマイル、読売レディス杯）- 父エスポワールシチー
- 2022年産
  - ホーリーグレイル（2025年ニューイヤーカップ）- 父ナダル
  - ミーヴァトン（2025年クラウンカップ）- 父スマートファルコン

## 血統表
| アイルハヴアナザーの血統        | アイルハヴアナザーの血統                                     | アイルハヴアナザーの血統                                     | （血統表の出典）                                             | （血統表の出典） |
| 父系                            | フォーティナイナー系                                         | フォーティナイナー系                                         | フォーティナイナー系                                         |                  |
| 父 Flower Alley 2002 栗毛       | 父の父Distorted Humor 1993 栗毛                              | *フォーティナイナー 1985                                     | Mr. Prospector                                               | Mr. Prospector   |
| 父 Flower Alley 2002 栗毛       | 父の父Distorted Humor 1993 栗毛                              | *フォーティナイナー 1985                                     | File                                                         |                  |
| 父 Flower Alley 2002 栗毛       | 父の父Distorted Humor 1993 栗毛                              | Danzigs Beauty 1987                                          | Danzig                                                       | Danzig           |
| 父 Flower Alley 2002 栗毛       | 父の父Distorted Humor 1993 栗毛                              | Danzigs Beauty 1987                                          | Sweetest Chant                                               |                  |
| 父 Flower Alley 2002 栗毛       | 父の母*プリンセスオリビア 1995 栗毛                          | Lycius 1988                                                  | Mr. Prospector                                               | Mr. Prospector   |
| 父 Flower Alley 2002 栗毛       | 父の母*プリンセスオリビア 1995 栗毛                          | Lycius 1988                                                  | Lypatia                                                      |                  |
| 父 Flower Alley 2002 栗毛       | 父の母*プリンセスオリビア 1995 栗毛                          | Dance Image 1990                                             | Sadler's Wells                                               | Sadler's Wells   |
| 父 Flower Alley 2002 栗毛       | 父の母*プリンセスオリビア 1995 栗毛                          | Dance Image 1990                                             | Diamond Spring                                               |                  |
| 母 Arch's Gal Edith 2002 黒鹿毛 | 母の父Arch 1995 黒鹿毛                                       | Kris S. 1977                                                 | Roberto                                                      | Roberto          |
| 母 Arch's Gal Edith 2002 黒鹿毛 | 母の父Arch 1995 黒鹿毛                                       | Kris S. 1977                                                 | Sharp Queen                                                  |                  |
| 母 Arch's Gal Edith 2002 黒鹿毛 | 母の父Arch 1995 黒鹿毛                                       | Aurora 1988                                                  | Danzig                                                       | Danzig           |
| 母 Arch's Gal Edith 2002 黒鹿毛 | 母の父Arch 1995 黒鹿毛                                       | Aurora 1988                                                  | Althea                                                       |                  |
| 母 Arch's Gal Edith 2002 黒鹿毛 | 母の母Force Five Gal 1994 鹿毛                               | Pleasant Tap 1987                                            | Pleasant Colony                                              | Pleasant Colony  |
| 母 Arch's Gal Edith 2002 黒鹿毛 | 母の母Force Five Gal 1994 鹿毛                               | Pleasant Tap 1987                                            | Never Knock                                                  |                  |
| 母 Arch's Gal Edith 2002 黒鹿毛 | 母の母Force Five Gal 1994 鹿毛                               | Last Cause 1985                                              | Caucasus                                                     | Caucasus         |
| 母 Arch's Gal Edith 2002 黒鹿毛 | 母の母Force Five Gal 1994 鹿毛                               | Last Cause 1985                                              | Last Bird                                                    |                  |
| 母系(F-No.)                     | (FN:23-b)                                                    | (FN:23-b)                                                    | (FN:23-b)                                                    | [ § 2 ]          |
| 5代内の近親交配                 | Danzig 4×4、Northern Dancer 5･5×5、Mr.Prospector 4･4（父内） | Danzig 4×4、Northern Dancer 5･5×5、Mr.Prospector 4･4（父内） | Danzig 4×4、Northern Dancer 5･5×5、Mr.Prospector 4･4（父内） | [ § 3 ]          |
| 出典                            | 1. 2. 3.                                                     | 1. 2. 3.                                                     | 1. 2. 3.                                                     | 1. 2. 3.         |

近親には、 半妹Gloria Sの産駒にHarvey's Lil Goil（クイーンエリザベス2世チャレンジカップステークス）がいる。